# Zayn al-Abidin
Shadi Khan est un sultan du Cachemire de la dynastie Shah Mir qui règne de juin 1420 à sa mort en 1470 sous le nom de Zayn al-Abidin ou Zain-ul-Abidin. Fils du sultan Sikandar (1389-1413), il succède à son frère Ali Shah (1413-1420).
Il contraint le Ladakh et le Baltistan à reconnaître sa suzeraineté. À l'intérieur, il favorise le développement de l’artisanat et de l’agriculture et pratique une politique religieuse tolérante. Il fait reconstruire quelques-uns des temples détruits par son prédécesseur et encourage les brahmanes qui avaient fui à regagner le pays. Patron des arts et des lettres, il fonde des écoles musulmanes à Srinagar, mais aussi un département pour traduire des œuvres sanscrites  en persan, et vice-versa (traduction du Mahābhārata en persan). 